# Austin Organs
Austin Organs (Austin Organs, Inc.) — американская компания-производитель орга́нов из Хартфорда, штат Коннектикут.
Одно из старейших постоянно действующих предприятий — производителей органов в США. Первые инструменты были построены в 1893 году, и многие из них до сих пор находятся в прекрасном состоянии для игры. Инструменты имеют название «Opus» с порядковым номером изготовления.

## История и деятельность
Компания была официально образована в 1898 году Джоном Тернеллом Остином (John Turnell Austin) в Бостоне, штат Массачусетс, и называлась Austin Organ Company. В 1899 году компания переехала в Хартфорд. Но первые свои инструменты Остин начал создавать в 1893 году — это были инструменты в компании Clough & Warren Company в Детройте, штат Мичиган.
Остин родился в Англии и приехал в Соединенные Штаты в 1889 году. Отец Остина — Джонатан, увлекался созданием органа. Когда сын Джон перебрался в Детройт, он нашел работу в компании Farrand & Votey Organ Company. Компания Джона Остина Austin Organ Company достигла своего пика в 1920-х годах, когда она поставляла более 80 инструментов в год. В годы Великой депрессии предприятие боролось с высокими накладными расходами и сокращением новых заказов. К 1935 году компания объявила о закрытии после выполнения существующих контрактов, с её последним инструментом стал «Opus 1885».

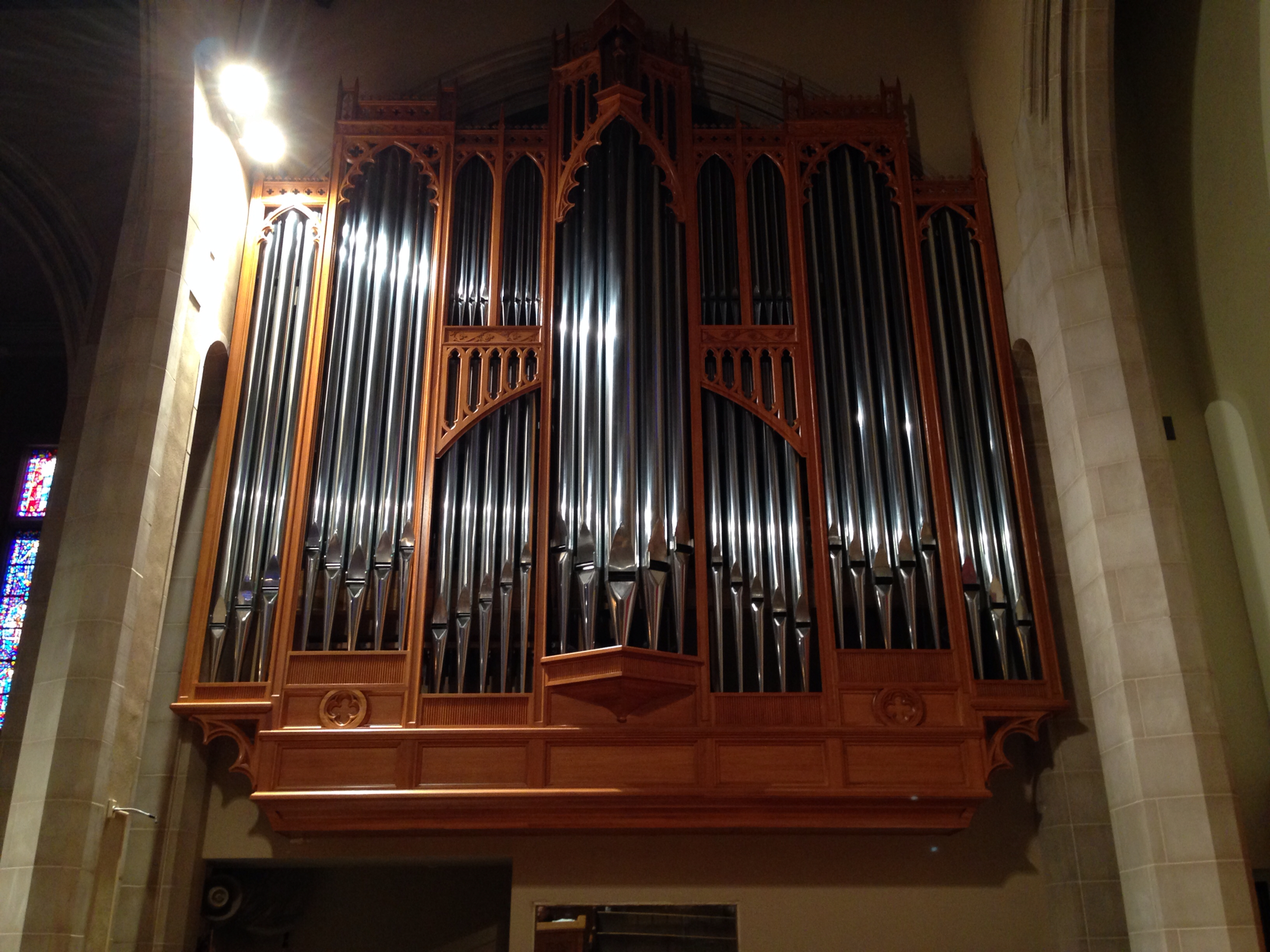
Один из органов компании Austin Organs

В феврале 1937 года племянник основателя компании и один долго работавший в ней сотрудник приобрели то, что осталось от компании, и основали новое предприятие с именем Austin Organs, Inc. Они восстановили фабрику в Хартфорде, но в более скромных масштабах. Первый инструмент, произведенный реорганизованной компанией, получил название «Opus 2000». Во время Второй мировой войны Austin Organs, Inc. переключилась на создание планеров.
В марте 2005 года компания снова закрылась, так как резко упал её годовой доход. Спустя несколько недель владелец компании по ремонту и обслуживанию органов и давний сотрудник Austin Organs, Inc. основали деловое партнерство. По состоянию на 2020 год компания по-прежнему производит инструменты в том же четырёхэтажном здании, расположенном на улице 156 Woodland Street.
Всего изготовлено более 2600 органов с заводской табличкой «Austin».